# Muneville-sur-Mer
Muneville-sur-Mer település Franciaországban, Manche megyében. Lakosainak száma 494 fő (2022. január 1.). Muneville-sur-Mer Bricqueville-sur-Mer, Cérences, Quettreville-sur-Sienne és Tourneville-sur-Mer községekkel határos.

## Népesség
A település népességének változása:
| Lakosok száma | 346  | 289  | 334  | 357  | 442  | 462  | 475  | 489  | 500  | 494  |
|               | 1968 | 1982 | 1990 | 2006 | 2013 | 2015 | 2017 | 2019 | 2020 | 2022 |